# Hélène David-Weill
Pour les articles homonymes, voir Lehideux.
Hélène David-Weill, née Lehideux (21 juillet 1933, Ollainville), est une collectionneuse d'art et mécène française.

## Biographie
D'une famille de banquiers, fille de Robert Lehideux, dirigeant de la Banque Lehideux, qui habitait le château du Rué à Ollainville, petite-fille de Roger Lehideux et nièce de l'ambassadeur Jean Vyau de Lagarde, Hélène Lehideux épouse Michel David-Weill en 1956.
Passionnée d'art et importante mécène avec son mari, elle devient administratrice de la Société des Amis d'Orsay et de la Société des Amis du musée d'Art moderne de la Ville de Paris, ainsi que présidente de la Société des Amis du musée national d'Art moderne du Centre Georges-Pompidou jusqu'en 1995.
Membre du conseil d'administration des Arts décoratifs à partir de 1981, elle en prend la présidence en 1994. Dès son arrivée, elle lance un grand chantier de travaux qui durera plus de dix ans. Elle y inaugure également la Galerie des bijoux. Hélène David-Weill quitte ses fonctions en 2013, après près de vingt années à la tête de l'Union.
Elle préside la fondation du château de Hautefort, château dont son époux a hérité. Elle est également vice-président du comité d'honneur de Les Grands Ateliers de France et membre de celui de l'École Van Cleef & Arpels.

## Distinctions
- Commandeur de la Légion d'honneur
- Grand-croix de l'ordre national du Mérite[3]
- Commandeur de l'ordre des Arts et des Lettres (2006)[4]

Elle reçoit le prix Montblanc de la culture en 1998 et le prix spécial du Jury des « Talents du luxe et de la création » (Institut national des métiers d'art) en 2005.